# 문헌통고
| 십통           | 십통               | 십통 | 십통 |
| -------------- | ------------------ | ---- | ---- |
| 이름           | 저자               | 권수 |      |
| 통전           | 당 · 두우          | 200  |      |
| 통지           | 송 · 정초          | 200  |      |
| 문헌통고       | 원 · 마단림        | 348  |      |
| 속통전         | 청 · 혜황, 유용 등 | 150  |      |
| 속통지         | 청 · 혜황, 유용 등 | 640  |      |
| 속문헌통고     | 청 · 장정옥        | 250  |      |
| 청조통전       | 청 · 혜황, 유용 등 | 100  |      |
| 청조통지       | 청 · 혜황, 유용 등 | 126  |      |
| 청조문헌통고   | 청 · 장정옥        | 300  |      |
| 청조속문헌통고 | 근대 · 유금조      | 400  |      |

《문헌통고》(文獻通考)는 원(元)대 마단림(馬端臨)이 찬한 책으로, 당대 두우(杜佑)의 《통전》(通典)을 본뜨면서 《통전》의 분류법인 8문(門)을 24고(考)로 늘려서 상고시대에서 남송(南宋) 영종(寧宗) 가정(嘉定) 5년(1212년)까지에 이르는 중국의 역대 전장 제도(典章制度), 즉 제도와 문물사를 수록하였다. 원 대덕(大德) 11년(1307년)에 완성되었다. 전 348권. 훗날 《통전》이나 정초(鄭樵)의 《통지》(通志)와 함께 '삼통(三通)'이라 불렸다.

## 개요
《문헌통고》는 전 348권으로 후에 3권을 더 붙이고 24고(考)로 나누어, 전부(田賦), 전폐(錢幣), 호구(戶口), 직역(職役), 정교(征榷), 시적(市糴), 토공(土貢), 국용(國用), 선거(選舉), 학교(學校), 직관(職官), 교사(郊社), 종묘(宗廟), 왕례(王禮), 악(樂), 병(兵), 형(刑), 여지(輿地), 사예(四裔) 등의 19고에서는 《통전》의 옛 사료를 많이 인용하였고, 여기에 경적(經籍), 제계(帝系), 봉건(封建), 상위(象緯), 물이(物異)의 5고를 더 늘려 붙였다. 이 가운데 《경적고》(經籍考)는 가장 높은 평가를 받고 있다.
찬자 마단림은 《문헌통고》의 서문에서 "고금을 인용하는 것을 일러 문(文)이라 하고, 당송(唐宋) 이래 여러 신료들의 주소(奏疏), 여러 유학자들의 의론을 참고하는 것을 헌(獻)이라 하므로, 그 이름을 '문헌통고'라고 하였다."(引古今謂之文，參以唐宋以來諸臣之奏疏, 諸儒之議論謂之獻，故名文獻通考)고 밝혔다. 《통전》의 내용을 기초로 사료를 광범위하게 수집하고, 상세하게 고증하여, 진위를 위조하고, 분류별로 분류하고, 시대에 따라 선후로 배열하여 비교하였다.
전서에는 「문」(文), 「헌」(獻), 「고」(考)의 3종이 있다. 「문」은 문헌의 망라와 고정(考訂)，「헌」은 전대 사람들의 의론에 대한 지적，「고」는 주로 찬자 마단림 자신의 견해를 수록한 것이다. 마단림의 견해는 고금을 관통하고 내용의 절충이 적절하면서도 역사적 사실에 입각한 신중한 결론을 내리고 있으며, 그 가운데서도 토지 및 병역 제도에 대한 견해는 전례를 찾아보기 어렵다는 평가를 받고 있다. 특히 남송 말기를 살았던 인물인 마단림은 남송 멸망의 한 원인을 남송 왕조의 부패로 지적하였다. 그의 송대 제도에 대한 연구는 깊이가 있었으며 송대의 전장 제도에 대해서도 기록이 특히 상세하여 송대 정치의 어두운 면을 파헤쳐, 본서의 송대에 대한 기록은 비교적 사실적이고 믿을 만한 것으로 사료적 가치가 동류의 다른 저술보다 높아졌다는 평가를 받고 있다.
《문헌통고》는 역대 중국 왕조의 전장 제도를 다룬 서적으로써 사마광의 《자치통감》과 서로 보완하는 역할을 했으며, 《자치통감》만 읽고 《문헌통고》를 읽지 않는 것은 본기나 열전을 읽으면서도 지(志)나 표(表)는 읽지 않는, 한 세대의 인물만 알고 한 세대의 전장 제도는 모르는 것과 같고, 반대로 《문헌통고》만 읽고 《자치통감》을 읽지 않는 것은 지, 표만 알고 본기, 열전은 모르는 것과 같아서, 두 책을 함께 읽어야만 중국의 역사에 대한 포괄적인 인식이 가능하다는 평가를 받는다. 《문헌통고》에서 제공하는 자료는 《통전》보다 실속있고, 체제 및 범례는 《통지》보다도 엄밀하며, 송대의 제도에 대해 특히 상세하게 구비되어 있어 그 가치가 높다. 청대의 《사고전서총목제요》(四庫全書總目提要)는 《문헌통고》를 두고 「《통전》의 간결함에는 약간 못 미치지만, 사실의 상세한 첨부는 그보다 더 나으며, 정초의 《통지》도 미치지 못하는 점이다」(雖稍遜通典之簡嚴，而詳瞻實為過之，非鄭樵通志所及也)라고 평하였다.

## 목록
《문헌통고》는 24개의 고(考)으로 구성되어 있다.
- 전부고(田賦考) 7권(권1~7)
- 전폐고(錢幣考) 2권(권8~9)
- 호구고(戶口考) 2권(권10~11)
- 직역고(職役考) 2권(권12~13)
- 정확고(征榷考) 6권(권14~19)
- 시적고(市糴考) 2권(권20~21)
- 토공고(土貢考) 1권(권22)
- 국용고(國用考) 5권(권23~27)
- 선거고(選舉考) 12권(권28~39)
- 학교고(學校考) 7권(권40~46)
- 직관고(職官考) 21권(권47~67)
- 교사고(郊社考) 22권(권68~89)
- 종묘고(宗廟考) 15권(권90~105)
- 왕례고(王禮考) 22권(권106~127)
- 악고(樂考) 20권(권128~149)
- 병고(兵考) 13권(권149~161)
- 형고(刑考) 12권(권162~173)
- 경적고(經籍考) 76권(권174~249)
- 제계고(帝系考) 10권(권250~259)
- 봉건고(封建考) 18권(권260~277)
- 상위고(象緯考) 17권(권278~294)
- 물이고(物異考) 20권(권295~314)
- 여지고(輿地考) 9권(권315~323)
- 사예고(四裔考) 25권(권324~348)

## 평가
청 말기의 고증학자 완원(阮元)은 《자치통감》을 읽었다면 역대의 정치사에 통달한 것이고, 《문헌통고》를 읽었다면 역대 정전(政典)에 통달한 것으로 「이통」(二通)이라고 평하였다. 뤄샹린(羅香林)은 《중국통사》(中國通史)에서 "마단림의 《문헌통고》는 정지(鄭志, 정초의 《통지》)와 함께 보면 그에 못 미치지만 상세하게 첨부한 부분에서는 또한 볼 만한 것도 많다"고 평하였다.
원 인종(仁宗) 연우(延祐) 6년(1319년) 도관(道官) 왕수(王壽)가 이 책을 구해 바친 이래로 이 책은 세상에 널리 퍼졌고, 간행된 이래 줄곧 호평을 받았다. 원대 사람들은 "행보가 단순하고, 문장은 아름다우며, 집안에서 전해오는 전정(鼎鼐)의 족보, 유관각에 쌓아둔 전적, 전대의 전장 제도를 알고 현세의 요체를 알았다"(行履端純，詞章雅麗，家傳鼎鼐之譜，幼館閣之儲，知前代之典章，識當世之體要), "무릇 다스림의 도리에 관련된 것을 표표히 구분하여 집적하고, 질서정연하며, 치국안민(治國安民)하며 특히 들어 알렸으니, 이는 가히 세상을 구제하는 유자이며, 유용한 학문이다."(凡於治道有關者，無不彪分匯列，井井有條，治國安民，特舉而措之耳，此可謂濟世之儒，有用之學)라고 평하였다.
청대 《사고전서총목제요》는 《문헌통고》에 대해 꽤 많은 비난을 하면서도, 그 조목별로 자세히 분석하여 유형별로 고찰할 수 있게 하고, 또한 송대 제도에 관해서는 《송사》에서 미처 갖추지 못한 부분들을 수록한 점을 높이 평가하였다. 또한 《문헌통고》의 언어는 고금을 절충적으로 꿰뚫어 보고 있으며, 《통전》의 간결함에는 약간 못 미치지만, 부실한 부분을 상세하게 갖춘 것은 정초의 《통지》도 미치지 못한 것이라고 평가하였다. 또한 후대 인물들 가운데는 《문헌통고》가 남송의 멸망 이후의 사실에 관해 찬자의 말이 독선적이라고 평가하였으며, 특히 원과 송의 대립 시점을 다루지 않으려고 굳이 가정 5년(1212년)에서 기록을 끊음으로써 송대 전장 제도에 대한 서술이 완전하지 못하게 되었다고 비판하였다.

## 국외로의 전파
한국의 조선 문종(文宗) 1년에 완성된 《고려사》(高麗史)에서는 서경(西京, 평양)의 연혁을 소개하면서 《문헌통고》를 인용, 서경의 대성산(大城山)은 《문헌통고》에 언급된 평양성 동북쪽에 위치한 노양산(魯陽山)과 같은 곳이라고 설명하고 있다. 또한 《조선왕조실록》에는 성균관의 건립이나 태종(太宗) 당시 태상왕이었던 태조(太祖)의 장례 절차에 대해서 《문헌통고》를 참조하고 기상 관측이나 천문상의 이변에 대해서 《문헌통고》를 참조해 대처 방법을 의논한 기록이 있다. 이후 조선 왕조는 국가의 주요 제사나 장례, 천문 및 기상 이변에 관해 《문헌통고》를 참고해 대처하였으며, 영조 때에는 《문헌통고》의 구성을 모방해서 《동국문헌비고》(東國文獻備考)를 편찬하기도 하였다.

## 같이 보기
- 《자치통감》(資治通鑑)